# Rókus és Rézi megmenti az erdőt
A Rókus és Rézi megmenti az erdőt (eredeti cím: Fox and Hare Save the Forest) 2024-ben bemutatott koprodukciós 3D-s számítógépes animációs kalandfilm, amelyet Mascha Halberstad rendezett, Sylvia Vanden Heede Vos en Haas en de Bosbaas című könyvsorozata alapján.
A filmet először a 74. Berlini Nemzetközi Filmfesztiválon mutatták be 2024. február 28-án. Hollandiában 2024. április 24-én, Magyarországon 2024. október 17-én mutatták be a mozikban.

## Cselekmény
Hód, egy kicsi, ámde öntelt teremtmény, büszkén mutatja be hatalmas gátját egy nagy erdei tisztáson. Két patkánnyal együtt elzárták a folyó útját, így a víz gyorsan feltölti a környéket, és hatalmas tavat hoz létre. Hód rendkívül elégedett magával, de elszomorítja, hogy senki sincs, aki megcsodálná a munkáját. Közben Rókus és Rézi éppen barátaikkal mulatnak egy vidám erdei bulin. Uhu hazafelé tart a mulatságból, amikor különös vízáramlatokat vesz észre fája közelében. Megijed, és elmenekül az erdőbe. Másnap Rókus és Rézi észreveszik, hogy Uhu eltűnt. Barátaikkal együtt elindulnak megkeresni, de csak a furcsa tavat találják. Miközben tovább keresik Uhut, a vízszint egyre emelkedik, és az egész erdőt veszélybe sodorja.bA természet megmentésére tett küldetésük próbára teszi a barátságukat, úgy, mint még soha.

## Szereplők
| Szereplő | Eredeti hang       | Magyar hang       |
| -------- | ------------------ | ----------------- |
| Rókus    | Dan Renton Skinner | Holl Nándor       |
| Patkány  | Dan Renton Skinner | Seszták Szabolcs  |
| Rézi     | Teresa Gallagher   | Bertalan Ágnes    |
| Hód      | Rob Rackstraw      | Kerekes József    |
| Patkány  | Rob Rackstraw      | Szokol Péter      |
| Agyar    | Rob Rackstraw      | Karácsonyi Zoltán |
| Robi     | Rob Rackstraw      | Csőre Gábor       |
| Uhu      | Jamie Quinn        | Galbenisz Tomasz  |
| Pinga    | Sarah Madigan      | Hermann Lilla     |
| Sellő    | Sarah Madigan      | Andrádi Zsanett   |

### Magyar változat
- Magyar szöveg: Borsi Bálint
- Hangmérnök és szinkronrendező: Kelemen Tamás
- Rendezőasszisztens: Fazekas Eszter
- Vágó: Orosz Dávid
- Gyártásvezető: Molnár Melinda
- Produkciós vezető: Kovács Anita

A szinkront a Dream Voice Stúdió készítette.

## A film készítése
A filmet a Submarine, a Doghouse Films és a Walking The Dog készítette. A hollandiai forgalmazást a Doghouse Films végzi, míg a nemzetközi értékesítési jogokat az Urban Sales birtokolja. A film Sylvia Vanden Heede gyermekkönyvsorozatának adaptációja, amelyet Thé Tjong-Khing illusztrált.